# Mort d'Alexeï Navalny
La mort d'Alexeï Navalny est annoncée le 16 février 2024 alors qu'il est incarcéré dans la colonie pénitentiaire no 3, à Kharp, en Iamalie. Opposant politique d'envergure au régime de Vladimir Poutine, il y purge alors une peine de dix-neuf ans de prison pour « extrémisme ».
Alors que les circonstances exactes de sa mort restent floues, elle est commémorée par de nombreuses personnalités politiques en Europe. Ses funérailles à Moscou rassemblent plusieurs milliers de Russes. 

## Contexte

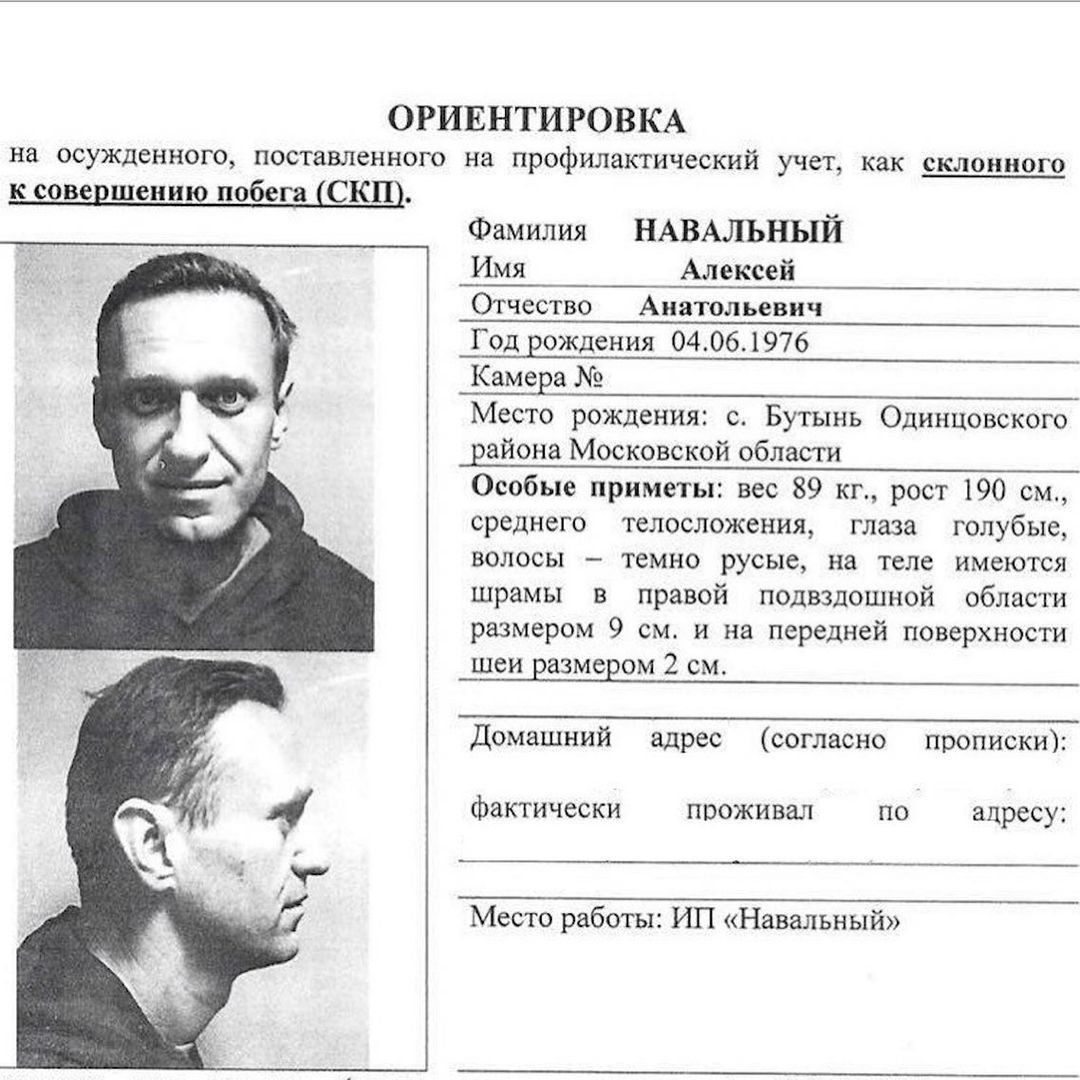
Attestation de détention d'Alexeï Navalny à Matrosskaïa Tichina, où il a été détenu de 2021 à 2023.

Opposant politique d'envergure, Alexeï Navalny, qui purge une peine de 19 ans de prison pour « extrémisme »,,, est considéré comme l'un des critiques les plus éminents du président russe Vladimir Poutine, après avoir dénoncé la corruption sous son régime et tenté sans succès de se présenter à l'élection présidentielle contre lui en 2018.
En 2020, Navalny est empoisonné au Novitchok et évacué vers l’Allemagne.
En janvier 2021, après avoir été soigné, il rentre en Russie et est arrêté dès son arrivée à l'aéroport. Il est reconnu coupable de fraude et d'un certain nombre d'autres chefs d'accusation, notamment la création d'une communauté « extrémiste » sous la forme de sa Fondation anticorruption. Les militants des droits humains qualifient la persécution de Navalny de politique.
En décembre 2023, il est transféré d'une colonie pénitentiaire située à l'est de Moscou vers la colonie pénitentiaire n° 3 à Kharp dans le district autonome de Iamalo-Nénétsie dans l'Extrême-Nord de la Russie. Au moment de sa mort, il purge une peine de 19 ans dans cette colonie à « régime spécial » surnommée « Loup polaire » et est en isolement cellulaire pour la 27e fois, après avoir passé un total de 292 jours en isolement cellulaire au cours de sa détention.
Il est vu vivant pour la dernière fois publiquement par liaison vidéo lors d'une audience du tribunal le 15 février 2024, un jour avant sa mort, au cours de laquelle il paraît en bonne santé.

## Annonce de la mort

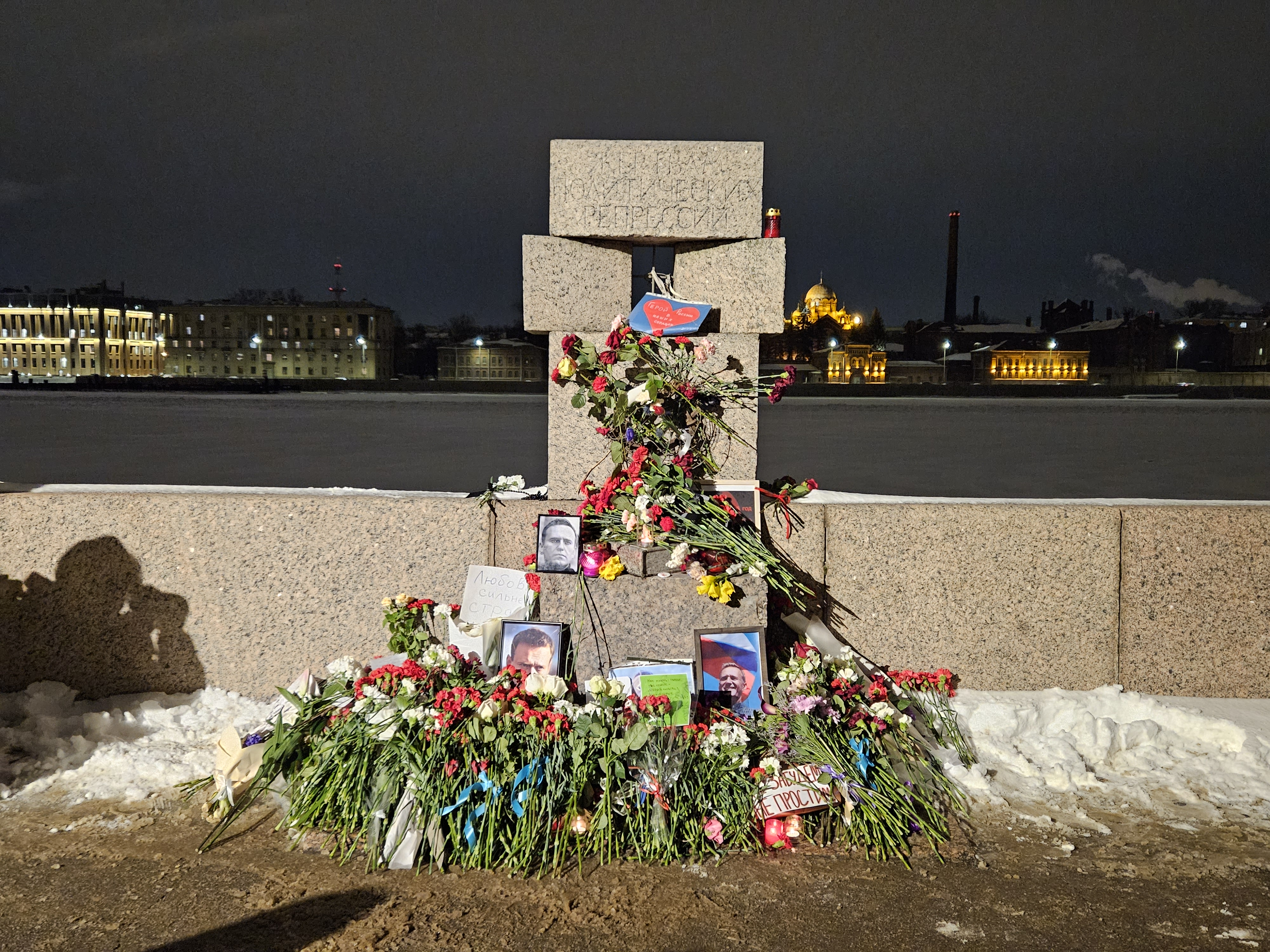
Mémorial spontané à Saint-Pétersbourg (16 février 2024).

Le 16 février 2024, le Service pénitentiaire fédéral russe annonce qu'Alexeï Navalny est mort en prison, dans la colonie pénitentiaire n° 3 située à Kharp, dans le district autonome de Iamalo-Nénétsie. D'après les services pénitentiaires russes, la mort d'Alexeï Navalny fait suite à un malaise soudain « après une promenade ». Le communiqué de la prison affirme que « toutes les mesures de réanimation nécessaires ont été prises mais n'ont donné aucun résultat positif… Les ambulanciers ont confirmé le décès du condamné ».
La porte-parole de Navalny, Kira Iarmich, confirme sa mort le 17 février, demandant que son corps soit remis à sa famille.

## Cause
Le 26 février 2024, Kyrylo Boudanov, chef du Renseignement ukrainien, déclare dans une vidéo qu'Alexei Navalny est mort d'un caillot de sang, confirmant les déclarations du Kremlin. Le journal ukrainien Kyiv Post publie un article portant le titre et le sous-titre suivants : « Boudanov, chef du HUR, dit que Navalny semble être mort d'un caillot de sang. Le renseignement ukrainien dit que la cause de la mort de l'opposant russe s'aligne avec les assertions initiales du Kremlin. » Selon cet article, Boudanov a dit à des journalistes : « Je vais peut-être vous décevoir, mais pour autant que nous sachions, il est en effet mort d'un caillot de sang. Et cela a été plus ou moins confirmé ». La cause de mort naturelle ne peut être établie avec certitude du fait que les mauvaises conditions (injections répétées, températures extrêmes, privation de sommeil, infections respiratoires, etc.) dont il a été victime sont directement propices à la formation de caillots de sang et au syndrome de mort subite.
Le 29 septembre 2024, The Insider révèle que Navalny aurait souffert de « douleurs abdominales aiguës » et que des « échantillons de vomi » auraient été retirés de sa cellule, contredisant ainsi la thèse officielle du problème cardiaque et orientant plutôt vers un empoisonnement.

## Réactions
Le 26 février, Maria Pevtchikh de la Fondation anticorruption annonce que la libération prochaine d’Alexeï Navalny était prévue dans le cadre d’un échange contre Vadim Krassikov (emprisonné en Allemagne pour le meurtre de Zelimkhan Khangoshvili en 2019). Selon elle, Poutine a ordonné l’assassinat de Navalny pour empêcher sa libération.
Après la mort d'Alexeï Navalny, la complosphère fait courir le bruit qu'il était un agent de la CIA, une information déjà diffusée par le Kremlin de Moscou au printemps 2016,. Il est également rapporté qu'il a été empoisonné par elle afin d'embarrasser le président russe : cette rumeur a déjà été diffusée lors de son empoisonnement en 2020,. Cependant, malgré les risques encourus, Navalny est revenu en Russie le 17 janvier 2021 afin de tenter de remplacer le régime autocratique russe par une démocratie plus libérale tournée vers l'Occident,.

### En Russie
Le journaliste Andrei Zakharov (ru) déclare : « Navalny n'est pas mort, il a été tué ». Le politicien de l'opposition Boris Nadejdine note que pour l'instant la mort de Navalny n'a pas été confirmée et déclare : « Je prie pour que l'information se révèle fausse. Alexeï [était] l'une des personnes les plus talentueuses et courageuses de Russie que j'aie jamais connues. »
Des manifestations sont signalées à Moscou, Tomsk, Perm et Belgorod.
De son côté, Ioulia Navalnaïa, l'épouse de Navalny et militante à ses côtés depuis plusieurs années, déclare : « Je tiens personnellement Poutine pour responsable », en admettant cependant qu'elle n'a pas d'autres informations que le public et qu'elle n'a pas obtenu confirmation de la mort de son époux.

### International

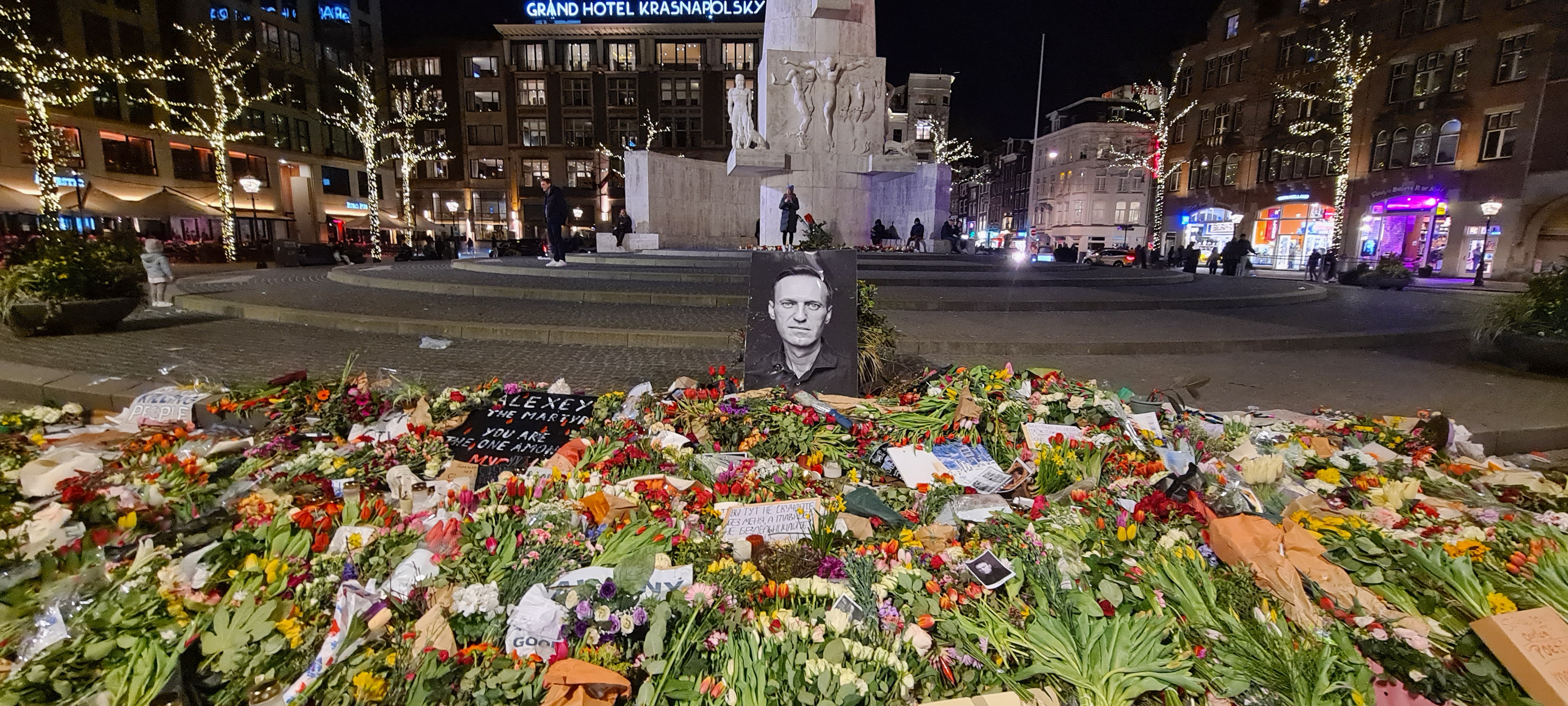
Mémorial spontané sur la Place du Dam, à Amsterdam.

- Union européenne : La présidente de la Commission européenne Ursula von der Leyen se dit « profondément perturbée et attristée par la nouvelle de la mort d'Alexeï Navalny »[24].
- Allemagne : Le chancelier fédéral Olaf Scholz affirme que Navalny « a payé son courage de sa vie »[25].
- Canada : Le premier ministre Justin Trudeau souligne que la mort de Navalny « est une tragédie qui rappelle au monde entier que Poutine est un monstre »[26].
- Estonie : La première ministre Kaja Kallas indique que la mort de Navaly est « un autre sombre rappel du régime voyou auquel nous avons affaire »[27].
- États-Unis : Le président américain Joe Biden accuse le gouvernement du président russe Vladimir Poutine d'être « responsable » du décès de Navalny[28]. Le secrétaire d’État Antony Blinken déclare que la mort de Navalny en prison ainsi que « La fixation et la peur d'un seul homme ne font que souligner la faiblesse et la pourriture au cœur du système que Poutine a construit. La Russie en est responsable[29]. » Le conseiller à la sécurité nationale des États-Unis Jake Sullivan qualifie l’événement de « terrible tragédie ».
- France : Le président de la République Emmanuel Macron exprime « colère et indignation » et « salue la mémoire d'Alexeï Navalny, son engagement, son courage. Pensées pour sa famille, ses proches et pour le peuple russe »[30].
- Géorgie : La présidente Salomé Zourabichvili qualifie la mort d'Alexeï Navalny de « tragédie pour tous les défenseurs de la démocratie et des droits de l'homme », et exprime ses condoléances à sa famille et à « ceux qui, en Russie, poursuivent sa lutte pour la démocratie »[31].
- Lettonie : Le président Edgars Rinkēvičs présente ses condoléances à la famille et aux amis de Navalny et déclare que Navalny « vient d'être brutalement assassiné par le Kremlin. C'est un fait et c'est quelque chose qu'il faut savoir sur la vraie nature du régime russe actuel »[32].
- OTAN : Le secrétaire général Jens Stoltenberg se déclare « attristé et troublé par les informations venant de Russie ».
- Royaume-Uni : Le premier ministre Rishi Sunak déclare que Navalny « a fait preuve d'un courage incroyable tout au long de sa vie » et que sa mort est « une terrible nouvelle ».
- Ukraine : Le président Volodymyr Zelensky blâme personnellement le président russe Vladimir Poutine pour la mort de Navalny.

Des manifestations en l'honneur de Navalny sont annoncées en Autriche, Argentine, Arménie, Belgique, Tchéquie, France, Allemagne, Géorgie, Irlande, Israël, Italie, Lettonie, Lituanie, Pays-Bas, Norvège, Pologne, Serbie, Espagne, Suisse, Suède, Turquie, au Royaume-Uni et aux États-Unis.

### Funérailles

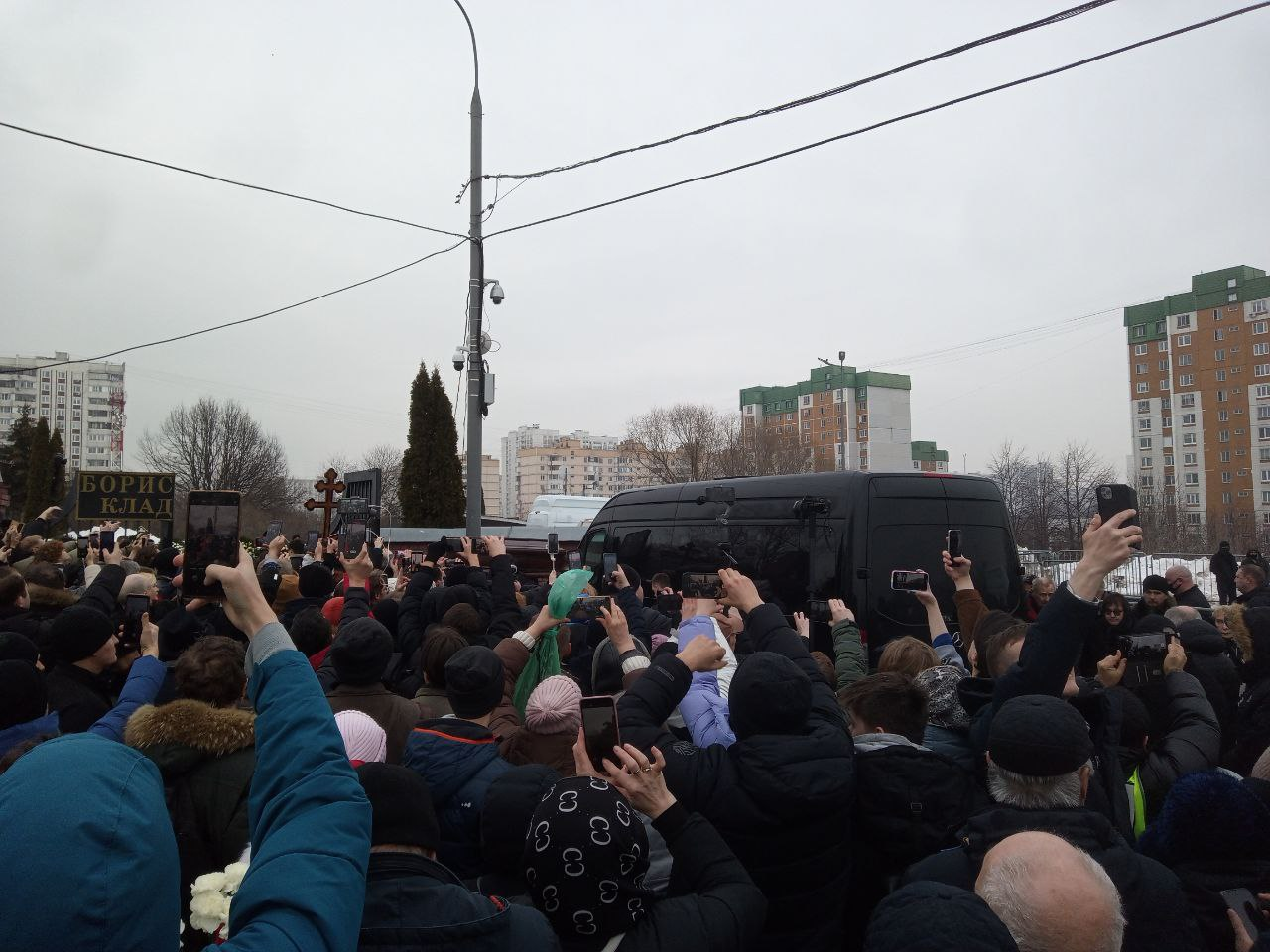
Funérailles d'Alexeï Navalny.

Des milliers de personnes assistent aux funérailles d'Alexeï Navalny, le 1er mars 2024,,, qui a été enterré au cimetière Borisov à Moscou,.

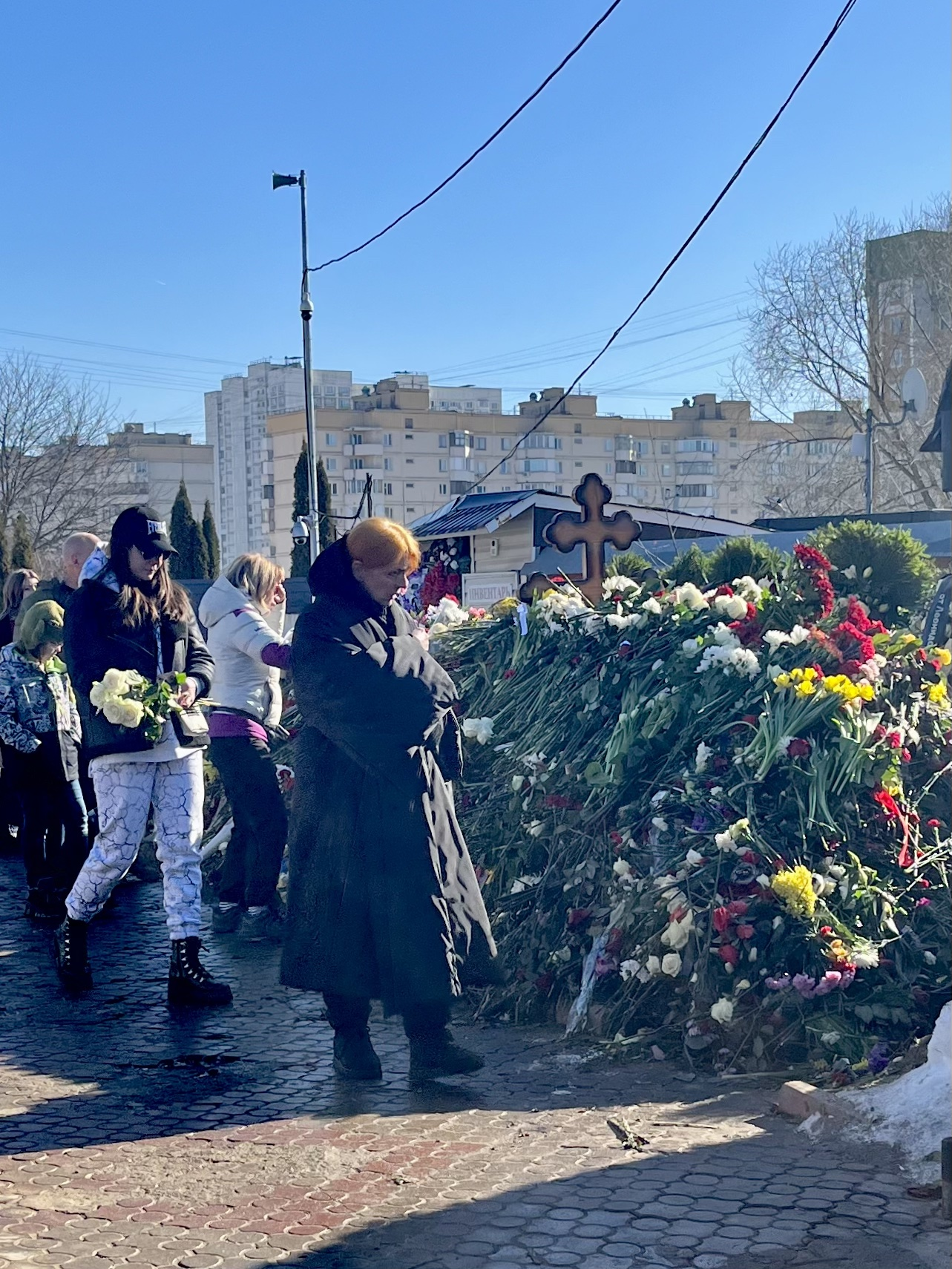
La tombe d'Alexeï Navalny